# Потамия (Тасос)
Потамия (на гръцки: Ποταμιά) е село на остров Тасос, Егейска Македония, Гърция.

## География
Селото е разположено в североизточната част на Тасос, в източното подножие на планината Ипсарио на 110 m надморска височина. Носи името си по едноименната реката, която минава през него. Остои на 14 km южно от Лименас. В селото от 1981 година работи Общинският музей „Полигнотос Вагис“.

## История
Църквата „Свети Николай“ в Скала Потамияс е от 1836 година, „Свети Йоан Предтеча“ е средновековна, обновена в 1839 година, а гробищната църква „Свети Архангел Михаил“ е построена около 1840 година. Южно от Потамия са манастирският храм „Свети Димитър“ от 1845 година в Левки и „Свети Георги“ от 1896 година.
Селото традиционно произвежда маслини и зехтин, както и мед. Занимава се и със скотовъдство. От средата на XX век се занимава с туризъм.
| Име           | Име            | Ново име  | Ново име  | Описание |
| ------------- | -------------- | --------- | --------- | -------- |
| Саръ Бурун    | Σαρί Μπουρούν  | Митикас   | Μύτικας   | нос      |
| Дзан Гуртаран | Τζὰν Γουρταρὰν | Месолофос | Μεσόλοφος |          |

| Година    | 1913 | 1920 | 1928 | 1940 | 1951 | 1961 | 1971 | 1981 | 1991 | 2001 | 2011 | 2021 |
| --------- | ---- | ---- | ---- | ---- | ---- | ---- | ---- | ---- | ---- | ---- | ---- | ---- |
| Население | 1271 | 965  | 910  | 1166 | 1294 | 1975 | 1032 | 984  | 995  | 1216 | 1383 | 1274 |

## Личности
Родени в Потамия
- Полигнотос Вагис (1894 – 1965), виден американски скулптор